# کتابخانه دیجیتال قطر
کتابخانه دیجیتال قطر (QDL) یک کتابخانه آنلاین دو زبانه است که به عنوان سرمایه‌گذاری مشترک با شراکت بنیاد قطر، کتابخانه ملی قطر و کتابخانه بریتانیا در ماه اکتبر ۲۰۱۴ راه اندازی شد. کتابخانه دیجیتال قطر یکی از بزرگ‌ترین مجموعه‌های آنلاین اسناد تاریخی در مورد کشورهای حوزه خلیج فارس را در بر می‌گیرد.

## محتوا
این کتابخانه دیجیتال، با رابط کاربری دو زبانه انگلیسی و عربی، در مجموع ۵۰۰٬۰۰۰ صفحه از منابع موجود در کتابخانه بریتانیا مربوط به تاریخ منطقه خلیج فارس را در بر می‌گیرد. حدود ۴۷۵٬۰۰۰ صفحه مربوط به اواسط قرن هجدهم تا سال ۱۹۵۱، از بایگانی‌های رسمی و مدارک خصوصی هند (شامل آرشیوهای شرکت هند شرقی و مؤسسات جانشین آن) و ۲۵٬۰۰۰ صفحه از نسخه‌های خطی عربی و انگلیسی قرون وسطی و امروزی است.  در میان این صفحه‌ها، عکس‌، نقشه‌ و نقاشی‌های بسیار زیادی وجود دارد.
کتابخانه بریتانیا و کتابخانه ملی قطر هر دو نسخه‌هایی از مجموعه دیجیتال را در اختیار خواهند داشت؛ با این وجود، پس از تکمیل دیجیتال‌سازی (که در ابتدا تخمین زده می‌شد که این‌ امر تا پایان سال ۲۰۲۴ پایان یابد) کتابخانه ملی قطر مسئولیت میزبانی و توسعه بیشتر پورتال کتابخانه دیجیتال قطر را بر عهده خواهد گرفت.
مجموعه کتابخانه بریتانیا شامل بیش از ۵۰۰ نسخه خطی علمی عربی است که ۲۰۵ نسخه از آنها در دو مرحله ابتدایی پروژه به صورت دیجیتال در آمده‌اند. مرحله اول شامل نسخه‌های خطی از بطلمیوس، بقراط، ارسطو و همچنین تئودوسیوس بیثینی بود. مرحله دوم در ژوئیه ۲۰۱۹ تکمیل شد و شامل ۱۲۵ نسخه خطی بود.
تا سال ۲۰۲۱، ۲ میلیون صفحه از مطالب تاریخی و میراث فرهنگی در کتابخانه دیجیتال قطر به صورت دیجیتال در آمده است. از زمان شروع به فعالیت کتابخانه دیجیتال قطر در سال ۲۰۱۴، بیش از ۱٫۹ میلیون کاربر در سراسر جهان در این‌ کتابخانه ثبت نام کرده‌اند.